# دهکا (آستانه اشرفیه)
دهکا، روستایی از توابع دهستان دهکا در  بخش کیاشهر شهرستان آستانه اشرفیه در استان گیلان ایران است.

## جمعیت
این روستا در دهستان دهکا قرار دارد و براساس سرشماری مرکز آمار ایران در سال ۱۳۸۵، جمعیت آن ۲٬۰۸۵ نفر (۶۶۴خانوار) بوده‌است.